# Леон Дипон
Леон Дипон (фр. Léon Dupont; 18. мај 1881 — 6. октобар 1956) био је белгијски атлетичар, чија је специјалност била трчање скок увис, а такмичио се и у скоку увис без залета и скоку удаљ без залета, дисциплинама које су почетком двадесеог века биле на програму Летњих олимпијских игара. Био је члан Бриселског атлетског клуба.
Дипон је учествовао на Олимпијским међуиграма у Атини поводом обележавања десетгодишњице првих Летњих олимпијских игра 1896. одржаних на истом месту. Такмичио се у три дисциплине. У дисциплини скок удаљ без залета резултатом 2,975 м заузео је 4 место. иза три Американца:Реја Јурија, Мартина Шеридана и Лосона Робертсона. Пет дана касније, Дипон није успео да се квалификује у финале скока увис. У трећој дисциплини скоку увис без залета победио је
Реј Јури са 1,560 м, а са 1,400 м на другом месту била су тројица Мартин Шеридан, Лосон Робертсон и Дипон, па су сви добили сребрне медаље.. Освојне медаље нису признате од стране Међународног олимпијског комитета, јер су игре одржане без њихове дозволе.
Две године касније, на Олимпијским играма 1908. године у Лондону Дипон поново учествује са своје три дисциплине. У дисциплини скок удаљ без залета делио је од 8 до 26 места са непознатим резултато. Такмичење у скоку увис, где је имао лични рекорд 1,75 м, завршио је скоком од 1,67 м, заузео 16 место па није успео да се квалификује за финале. Заузео је 16. место. У дисциплини скок увис без залета скочио је 1,42 метара и делио од 8 до 13. места.